# Dobijak
Dobijak (Hyperoplus lanceolatus) – gatunek morskiej ryby okoniokształtnej z rodziny dobijakowatych (Ammodytidae).

## Zasięg występowania
Północno-wschodni Ocean Atlantycki wzdłuż europejskich wybrzeży Morza Norweskiego, Morza Północnego, Morze Bałtyckie do głębokości 60 m. Liczny w polskich wodach przybrzeżnych.

## Charakterystyka
Ciało wydłużone, owalne w przekroju. Ubarwienie srebrne, grzbiet ciemny. Linia boczna wyraźna. Długa głowa, dolna szczęka wysunięta. Ciemna plamka po każdej stronie pyska. Niska i długa płetwa grzbietowa sięga do nasady ogona. Dorasta przeciętnie do 20–30 cm, maksymalnie 40 cm długości. Żywi się zooplanktonem i małymi rybami, m.in. tobiaszem.

## Znaczenie gospodarcze
Gatunek o niewielkim znaczeniu gospodarczym, wykorzystywany komercyjnie do produkcji mączki rybnej, poławiany w wędkarstwie i lokalnie spożywany.